# Golden Globe Race
Golden Globe Race ist der Name von drei Segelwettbewerben für Einhandsegler nonstop um die Welt. Die erste Wettfahrt wurde durch die britische Sunday Times ausgeschrieben. Der Gewinner Robin Knox-Johnston war damit der erste Segler, der allein und ohne Zwischenaufenthalt die Welt umrundete. 2018, zum 50. Jubiläum dieser Wettfahrt, sowie 2022 wurden zwei weitere Segelregatten unter diesem Namen durchgeführt.

## Sunday Times Golden Globe Race

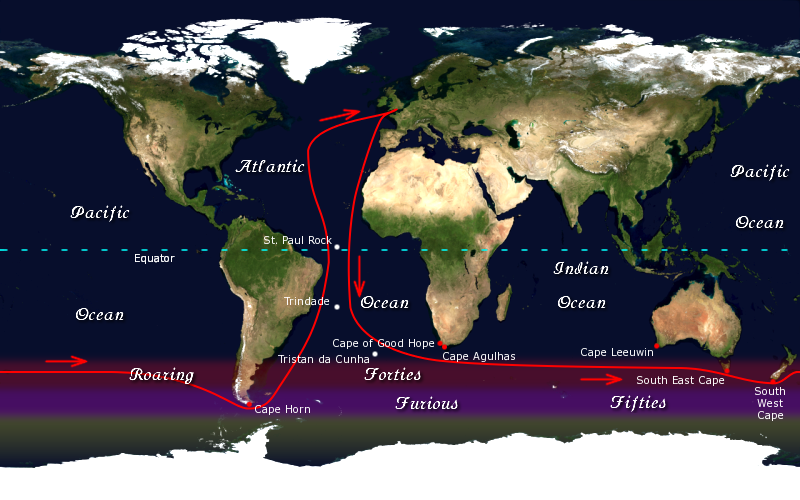
Die Route des Golden Globe Race

Nach der erfolgreichen Einhand-Weltumsegelung von Sir Francis Chichester von August 1966 bis Mai 1967 mit der Ketsch Gipsy Moth IV versuchte die Londoner Sunday Times, die über Chichesters Reise ausführlich berichtet hatte, die in Großbritannien aufgekommene Begeisterung für die Seefahrt publizistisch zu nutzen. Da Chichester während seiner Fahrt einen Stopp in Australien eingelegt hatte, verblieb die erste Nonstop-Einhand-Weltumsegelung als noch zu erreichendes Ziel. Die Zeitung stiftete am 17. März 1968 eine Trophäe, den Golden Globe, für den Einhandsegler, der zwischen dem 1. Juni und dem 31. Oktober 1968 von einem beliebigen Hafen auf den britischen Inseln zu einer Nonstop-Weltumsegelung starten und als erster zurückkehren würde. Ein weiterer Preis von 5000 Pfund (nach heutiger Kaufkraft etwa 137.000 Euro) wurde für die schnellste Weltumsegelung ausgesetzt. Das Rennen war für jedermann offen, ein Nachweis seemännischer Kenntnisse wurde nicht gefordert.
Die neun Teilnehmer in der Reihenfolge ihres Starts mit ihren Startorten waren John Ridgway (1. Juni 1968, Inishmore), Chay Blyth (8. Juni 1968, Hamble-le-Rice), Robin Knox-Johnston (14. Juni 1968, Falmouth), Bernard Moitessier (21. August 1968, Plymouth), Loïck Fougeron (21. August 1968, Plymouth), Bill King (24. August 1968, Plymouth) und Nigel Tetley (16. September 1968, Plymouth). Am letztmöglichen Tag, dem 31. Oktober 1968, starteten Alex Carozzo (von Cowes) und Donald Crowhurst, dessen Fahrt in Teignmouth begann. Tetley und Crowhurst segelten mit Trimaranen.

### Verlauf des Rennens
Ridgway, Blyth, Fougeron, King und Carozzo wurden nach und nach durch Sturmschäden oder Krankheit zum Aufgeben gezwungen und der deutlich in Führung liegende Moitessier entschied sich, nachdem er Kap Hoorn bereits passiert hatte, sich nicht kommerziell vereinnahmen zu lassen, das Rennen abzubrechen und nach Tahiti weiterzusegeln.
Donald Crowhurst wurde im Verlauf der Regatta klar, dass sein Boot viel langsamer als gedacht und nur begrenzt seetüchtig war und er keine Chance haben würde, die weite Strecke zurückzulegen. Er beschloss daher, im Atlantik zu bleiben, zu einem passenden Zeitpunkt Richtung Heimat aufzubrechen und so eine vollständige Weltumrundung vorzutäuschen.
Robin Knox-Johnston traf am 22. April 1969 als erster Teilnehmer wieder in Großbritannien ein. Ihm wurde ein triumphaler Empfang zuteil. Tetley, neben Crowhurst letzter verbliebener Segler, erlitt am 21. Mai 1969 nahe den Azoren mit seinem Trimaran Schiffbruch. Crowhurst, der in der Zwischenzeit fürchten musste, dass seine vorgetäuschte Weltumsegelung entlarvt würde, versank in geistiger Umnachtung und beging vermutlich Suizid. Sein Boot wurde am 10. Juli 1969 von dem britischen Postschiff Picardy im Nordatlantik unbeschädigt, aber leer entdeckt.
Robin Knox-Johnston stiftete den Preis von 5000 Pfund für die schnellste Nonstop-Einhand-Weltumsegelung, der ihm nun ebenfalls zuerkannt wurde, für Crowhursts Witwe und dessen Kinder.

### Ergebnis
| Name                | Nationalität           | Boot                                    | Start                       | Ankunft                        | Ergebnis              |
| ------------------- | ---------------------- | --------------------------------------- | --------------------------- | ------------------------------ | --------------------- |
| Robin Knox-Johnston | Vereinigtes Königreich | Suhaili, Ketsch 9,8 m                   | 14. Juni 1968 Falmouth      | 22. April 1969 Falmouth        | gewonnen in 312 Tage  |
| Nigel Tetley        | Vereinigtes Königreich | Victress, Trimaran 6,7 m                | 16. September 1968 Plymouth | 21. Mai 1969 Nordatlantik      | gesunken und gerettet |
| Donald Crowhurst    | Vereinigtes Königreich | Teignmouth Electron Trimaran 12 m       | 31. Oktober 1968 Teignmouth | 1. Juli 1969 Nordatlantik      | Suizid                |
| Bernard Moitessier  | Frankreich             | Joshua Ketsch 12 m                      | 22. August 1968 Plymouth    | 21. Juni 1969 Tahiti           | aufgegeben            |
| Loïck Fougeron      | Frankreich             | Captain Browne Gaffelkutter 9,1 m       | 22. August 1968 Plymouth    | 27. November 1968 St. Helena   | aufgegeben            |
| Bill King           | Vereinigtes Königreich | Galway Blazer II Dschunken-Schoner 13 m | 24. August 1968 Plymouth    | 22. November 1968 Kapstadt     | aufgegeben            |
| Alex Carozzo        | Italien                | Gancia Americano Ketch 20 m             | 31. Oktober 1968 Cowes      | 14. November 1968 Porto        | aufgegeben            |
| Chay Blyth          | Vereinigtes Königreich | Dytiscus III Kingfisher Slup 9,1 m      | 8. Juni 1968 Hamble         | 17. September 1968 East London | aufgegeben            |
| John Ridgway        | Vereinigtes Königreich | English Rose IV Westerly Slup 9,1 m     | 1. Juni 1968 Árainn         | 21. Juli 1968 Recife           | aufgegeben            |

## 2018 Golden Globe Race
Zum 50-jährigen Jubiläum des Sunday Times Golden Globe Race wurde ein zweites Rennen durchgeführt, das 2018 Golden Globe Race. Dabei sollte bewusst auf Boote mit moderner Technik verzichtet werden. Solche Ausrüstung konnten die Teilnehmer nur für den Notfall mitführen, z. B. Geräte für die Satellitennavigation. Als Preis wurde eine Summe von 115.000 Pfund Sterling ausgeschrieben, unter der Bedingung, dass der Sieger vor dem 22. April 2019 den Zielhafen erreichte, dem 50-jährigen Jubiläum der Ankunft des Siegers im ersten Rennen. Der Wettbewerb hatte folgende Regeln:
- Konstruktionsjahr der Boote vor 1988 als Langkieler mit 32 bis 36 Fuß Gesamtlänge
- Die Skipper mussten als Erfahrung mindestens 8000 Seemeilen Hochseesegeln nachweisen, davon 2000 Seemeilen als Einhandsegler
- Benutzte jemand nicht erlaubtes Gerät oder musste einen Hafen anlaufen, so konnte er den Preis nicht mehr gewinnen, den Wettbewerb aber in der Chichester Class abschließen.

### Ergebnis
Am 1. Juli 2018 starteten 17 Teilnehmer von Les Sables-d’Olonne an der französischen Atlantikküste. Jean-Luc Van Den Heede gewann die Hochseeregatta in 212 Tagen. Von den 17 gestarteten Teilnehmern erreichten fünf das Ziel.
| Name                   | Nationalität           | Boot                               | Ankunft                    | Ergebnis                                   |
| ---------------------- | ---------------------- | ---------------------------------- | -------------------------- | ------------------------------------------ |
| Jean-Luc Van Den Heede | Frankreich             | Matmut, Rustler 36                 | 29. Januar 2019            | gewonnen                                   |
| Mark Slats             | Niederlande            | Ohpen Maverick, Rustler 36         | 31. Januar 2019            | erfolgreich beendet                        |
| Uku Randmaa            | Estland                | One and All, Rustler 36            | 10. März 2019              | erfolgreich beendet                        |
| Istvan Kopar           | Vereinigte Staaten     | Puffin, Tradewind 35               | 21. März 2019              | erfolgreich beendet                        |
| Tapio Lehtinen         | Finnland               | Asteria, Gaia 36                   | 19. Mai 2019               | erfolgreich beendet                        |
| Igor Zaretskiy         | Russland               | Esmeralda, Endurance 35            | 18. Dezember 2018 Albany   | aufgegeben                                 |
| Mark John Sinclair     | Australien             | Coconut, Lello 34                  | 12. Dezember 2018 Adelaide | aufgegeben                                 |
| Susie Goodall          | Vereinigtes Königreich | DHL Starlight, Rustler 36          | 5. Dezember 2018           | Mastbruch und gerettet aus Seenot          |
| Loïc Lepage            | Frankreich             | Laaland, Nicholson 32              | 21. Oktober 2018           | aufgegeben nach Mastbruch                  |
| Gregor McGuckin        | Irland                 | Hanley Energy Endurance, Biscay 36 | 24. September 2018         | aufgegeben nach Mastbruch                  |
| Abhilash Tomy          | Indien                 | Thuriya, Nachbau der Suhaili       | 24. September 2018         | aufgegeben nach Mastbruch                  |
| Are Wiig               | Norwegen               | Olleanna, OE 32                    | 27. August 2018            | aufgegeben nach Durchkentern und Mastbruch |
| Philippe Péché         | Frankreich             | PRB, Rustler 36                    | 25. August 2018 Kapstadt   | aufgegeben                                 |
| Antoine Cousot         | Frankreich             | Métier Intérim, Biscay 36          | 24. August 2018            | aufgegeben                                 |
| Nabil Amra             | Palästina              | Liberty II, Biscay 36              | 17. Juli 2018 Teneriffa    | aufgegeben                                 |
| Kevin Farebrother      | Australien             | Sagarmatha, Tradwind 35            | 15. Juli 2018              | aufgegeben                                 |
| Ertan Beskardes        | Vereinigtes Königreich | Lazy Otter, Rustler 36             | 5. Juli 2018 A Coruña      | aufgegeben                                 |
| Francesco Cappelletti  | Italien                | 007, Endurance 35                  |                            | nicht gestartet                            |

## 2022 Golden Globe Race
Am 4. September 2022 begann erneut ein Golden Globe Race mit ähnlichen Beschränkungen wie bei der Regatta von 2018. Kirsten Neuschafer erreichte nach 235 Tagen das Ziel in Les Sables-d’Olonne und ist damit die erste Frau überhaupt, die eine Solo-Hochseeregatta rund um den Globus gewinnen konnte. Von 15 gestarteten Seglern schafften drei eine Nonstop-Weltumsegelung, weitere zwei umrundeten den Globus mit einem Zwischenstopp.

### Ergebnis
| Name                 | Nationalität           | Boot                                                | Ankunft                                               | Ergebnis                                                                                            |
| -------------------- | ---------------------- | --------------------------------------------------- | ----------------------------------------------------- | --------------------------------------------------------------------------------------------------- |
| Kirsten Neuschäfer   | Südafrika              | Minnehaha, Cape George Cutter, CG36                 | 27. April 2023                                        | gewonnen                                                                                            |
| Abhilash Tomy        | Indien                 | Bayanat, Rustler 36                                 | 29. April 2023                                        | erfolgreich beendet                                                                                 |
| Michael Guggenberger | Österreich             | Nuri, Biscay 36                                     | 12. Mai 2023                                          | erfolgreich beendet                                                                                 |
| Simon Curwen         | Vereinigtes Königreich | Clara, Biscay 36                                    | 27. April 2023                                        | erfolgreich beendet in Chichester-Klasse (nach Reparatur der Windsteueranlage in Puerto Montt)      |
| Jeremy Bagshaw       | Südafrika              | Olleanna, OE32                                      | 9. Juni 2023                                          | erfolgreich beendet in Chichester-Klasse (nach Befreiung des Rumpfs von Rankenfußkrebsen in Hobart) |
| Ian Herbert-Jones    | Vereinigtes Königreich | Puffin, Tradewind 35                                | 11. April 2023 Südatlantik östlich der Falklandinseln | aufgegeben nach Mastbruch und gerettet aus Seenot                                                   |
| Guy Waites           | Vereinigtes Königreich | Sagarmatha, Tradewind 35                            | 10. Februar 2023 Hobart                               | beendet nach 287 Tagen, außerhalb der Wertung nach 2 Reparaturen.                                   |
| Elliott Smith        | Vereinigte Staaten     | Second Wind, GaleForce 34                           | 19. Januar 2023 Perth                                 | aufgegeben nach Bugsprietbruch                                                                      |
| Arnaud Gaist         | Frankreich             | Feï of Shanghaï, Barbican 33 MKII (Langkielversion) | 2. Dezember 2022                                      | aufgegeben                                                                                          |
| Tapio Lehtinen       | Finnland               | Asteria, Gaia 36                                    | 18. November 2022 Südindischer Ozean                  | Asteria gesunken, gerettet von Kirsten Neuschäfer                                                   |
| Ertan Beskardes      | Vereinigtes Königreich | Lazy Otter, Rustler 36                              | 16. November 2022 Kapstadt                            | aufgegeben                                                                                          |
| Damien Guillou       | Frankreich             | PRB, Rustler 36                                     | 14. November 2022 Kapstadt                            | aufgegeben                                                                                          |
| Pat Lawless          | Irland                 | Green Rebel, Saltram Saga 36                        | 9. November 2022 Kapstadt                             | aufgegeben                                                                                          |
| Mark Sinclair        | Australien             | Coconut, Lello 34                                   | 23. September 2022 Lanzarote                          | aufgegeben                                                                                          |
| Guy deBoer           | Vereinigte Staaten     | Spirit, Tashiba 36                                  | 18. September 2022                                    | aufgegeben, nördlich Fuerteventura auf Felsen aufgelaufen                                           |
| Edward Walentynowicz | Vereinigte Staaten     | Noah's Jest, Rustler 36                             |                                                       | nicht gestartet                                                                                     |

### Sunday Times Golden Globe Race
- Peter Nichols: A Voyage for Madmen. HarperCollins, New York 2002, ISBN 0-06-095703-4 (englisch).
- Robin Knox-Johnston: A World of My Own. The Singlehanded, non-stop Circumnavigation of the World in Suhaili. William Morrow & Co, New York 1970, ISBN 0-304-93473-9 (englisch).